# Cañada Grande (Río Tacuarí)
Der Cañada Grande ist ein im Osten Uruguays gelegener kleiner Flusslauf.
Der zum Einzugsgebiet der Laguna Merín zählende Fluss entspringt in der Cuchilla de Mangrullo im Zentrum des Departamentos Cerro Largo. Nach etwa 65 Kilometer langem Verlauf Richtung Süden mündet er in den Río Tacuarí. Er nimmt eine wichtige Funktion im Rahmen des regionalen Reisanbaus ein.